# حريق قطار باكستان 2019
حريق قطار باكستان 2019 هو حادث حريق وقع في 31 أكتوبر 2019، حيث اشتعلت النيران في قطار ركاب للسكك الحديدية الباكستانية أثناء سفره من كراتشي إلى روالبندي، وقتل 75 شخصًا على الأقل. أرجعت الأخبار الأولية السبب إلى انفجار موقد محمول يتم استخدامه بطريقة غير قانونية من قبل بعض الركاب لطهي وجبة على القطار، في حين أرجع البعض السبب لخلل في الوصلات الكهربائية. يُعد هذا الحادث هو الأكثر دموية في باكستان منذ عام 2005، عندما أسفر حادث سكك حديد غوتكي عن مقتل أكثر من 100 شخص.

## الحادث
وقع الحادث في الساعة 06:30 بالتوقيت المحلي (01:30 بالتوقيت العالمي) في قطار Tezgam السريع للركاب المتجه من كراتشي إلى روالبندي عندما كان القطار في لياكاتبور تهسيل في مقاطعة رحيم يار خان بمقاطعة البنجاب. أفاد الشيخ رشيد أحمد، الوزير الفيدرالي للسكك الحديدية، أنه قد انفجر اثنين من مواقد الغاز على متن القطار، مما أشعل النار في القطار. دمر الحريق ثلاث عربات.
يعد استخدام مواقد الغاز في القطارات ممارسة غير قانونية ولكنها شائعة في باكستان، والتي كثيراً ما تغض الطرف عنها. تشير تقارير أخرى إلى وجود مشكلة كهربائية هي سبب الحريق. كان القطار يحمل 933 شخصًا، منهم 207 في العربات الثلاث المتضررة.
تم إرسال عشرة سيارات إطفاء إلى المكان، وساعدت قوات الجيش الباكستاني في عملية الإنقاذ. تم نقل المصابين ذوي الحالات الخطرة إلى المستشفيات في باهاوالبور وملتان. تم علاج المصابين بجروح أقل حدة في مستشفيات لياكواتبور ورحيم يار خان. تم إرسال قطار آخر لإنقاذ الركاب العالقين ونقلهم إلى روالبندي. ورفض العديد من الناجين فكرة أن الموقد هو السبب، مدعين أن الحريق ناجم عن خطأ كهربائي في القطار.

## الضحايا
مات العديد من الضحايا وهم يقفزون من القطار المتحرك، والذي لم يتوقف لمدة 20 دقيقة بعد اندلاع الحريق. سبعة وخمسون من الضحايا لم يتم التعرف عليهم بسبب الحريق. سوف تكون هناك حاجة لاختبارات الحمض النووي ليمكن معرفة شخصياتهم. قُتل ما لا يقل عن 75 شخصًا، وأصيب 43 شخصًا على الأقل، بينهم 11 في حالة خطيرة.

## التحقيقات
أمر رئيس وزراء باكستان عمران خان بإجراء تحقيق في الحادث.

## وصلات خارجية
- تشييع جثامين ضحايا حريق قطار باكستان